# رابرت فراسینو
رابرت جیمز فراسینو (انگلیسی: Robert James Frascino; ۱۲ ژوئن ۱۹۵۲ – ۱۷ سپتامبر ۲۰۱۱) یک دانشمند در زمینه ایمنی‌شناسی و اچ‌آی‌وی، و پزشک اهل آمریکا بود.
از آنجایی که رابرت فراسینو خود هم پزشک و هم یک اچ‌آی‌وی پوزیتیو بود، دیدگاه‌ها و نظرات او در رابطه با بیماری و چگونگی برخورد با آن بسیار مورد توجه جوامع پزشکی قرار گرفت.